# فرخنده گلونارنجی
فرخنده گلونارنجی (نام علمی: Wetmorethraupis sterrhopteron) گونه‌ای از پرندگان تیرهٔ فرخندگان (Thraupidae) است که به صورت بسیار محلی در جنگل‌های نمناک پیرامون مرز اکوادور و پرو یافت می‌شود. به عنوان یک گونه در معرض خطر پنداشته می‌شود. فرخنده گلونارنجی تنها عضو سرده Wetmorethraupis است که به نام پرنده‌شناس الکساندر وتمور نام‌گذاری شده است. با اعضای سردهٔ فرخنده‌های زرین نزدیک است.